# Shel Talmy
Sheldon Talmy (Chicago, 11 de agosto de 1937 – Los Angeles, 13 de novembro de 2024) foi um famoso produtor musical. Ele trabalhou com músicos como The Who, The Kinks e David Bowie.

## Carreira
Talmy mudou-se para Londres nos anos 60, retornando aos Estados Unidos em 1980. Passou grande parte desse período (entre o começo dos anos 70 e final dos anos 80) inativo, voltando a produzir somente em 1988 com o The Fuzztones.

## Morte
Talmy morreu devido a complicações de um derrame em 13 de novembro de 2024, aos 87 anos. Sua morte foi anunciada por um representante no dia seguinte.

## Discografia selecionada

### The Kinks

#### Singles
- "Long Tall Sally" b/w "I Took My Baby Home" (1964)
- "You Still Want Me" b/w "You Do Something To Me" (1964)
- "You Really Got Me" b/w "It's Alright", Pye (UK), Reprise (U.S.), (1964)
- "All Day and All of the Night" b/w "I Gotta Move" (1964)
- Kinksize Session (EP) (1964)
- "Tired of Waiting for You" b/w "Come On Now" (1965)
- "Ev'rybody's Gonna Be Happy" b/w "Who'll Be the Next In Line" (1965)
- "Set Me Free" b/w "I Need You" (1965)
- "See My Friends" b/w "Never Met a Girl Like You Before" (1965)
- Kwyet Kinks (EP) (1964)
- "Till the End of the Day" b/w "Where Have All the Good Times Gone" (1965)
- "Dedicated Follower of Fashion" b/w "Sitting On My Sofa" (1966)
- "A Well Respected Man" b/w "Milk Cow Blues" (1966)
- "Sunny Afternoon" b/w "I'm Not Like Everybody Else" (1966)
- "Dead End Street" b/w "Big Black Smoke" (1966)
- "Mister Pleasant" b/w "This Is Where I Belong" (European Release) (1967)
- "Waterloo Sunset" b/w "Act Nice & Gentle" (1967)

#### Álbuns
- Kinks, Pye, 1964, as You Really Got Me, Reprise (U.S.), 1964
- Kinks-Size, Reprise, 1965
- Kinda Kinks, Pye (UK) 1965, Reprise (U.S.), 1965
- The Kink Kontroversy, Pye (UK) 1965, Reprise (U.S.), 1966
- Kinkdom, Reprise (U.S.) 1965
- Face to Face, Pye (UK) 1966, Reprise (U.S.) 1967
- Something Else by The Kinks, Pye (UK) 1967, Reprise (U.S.) 1968

Nota: Talmy também produziu várias faixas que apareceriam em álbuns posteriores, singles e coleções de arquivo.

### Dave Davies
- "Death of a Clown" b/w "Love Me Till the Sun Shines" (1967)

### The Who

#### Singles
- "I Can't Explain" b/w "Bald Headed Woman", Brunswick (UK), Decca (U.S.) (1965)
- "Anyway, Anyhow, Anywhere" b/w "Daddy Rolling Stone", Brunswick (UK), 1965, Decca (U.S.) (1965)
- "My Generation" b/w "Shout and Shimmy", Brunswick (UK), 1965, Decca (U.S.) (1965)
- "A Legal Matter" b/w "Instant Party" (1966)
- "The Kids Are Alright" b/w "The Ox" (1966)
- "La La La Lies" b/w "The Good's Gone" (1966)

Álbuns
- My Generation (1965)

Nota: Talmy também produziu várias faixas que apareceriam em coleções de arquivos posteriores.

### David Bowie
Singles
- "I Pity the Fool" b/w "Take My Tip" (como The Manish Boys) (1965)
- "You've Got a Habit of Leaving" b/w "Baby Loves That Way" (como Davy Jones) (1965)

Nota: a coleção Bowie de 1991 Early On apresenta cinco faixas vintage adicionais do arquivo de Talmy.

### The Easybeats

#### Singles
- "Friday On My Mind" b/w "Made My Bed ; Gonna Lie In It" United Artists Records (Reino Unido e EUA), Albert Productions/Parlophone (Australia) (1966)
- "Who'll Be The One" b/w "Saturday Night" United Artists Records (Reino UnidoA), Albert Productions/Parlophone (Australia) (1967)

#### Álbum
- Good Friday, United Artists Records, 1967, as Friday On My Mind, United Artists Records (US) (1967)

### The Creation
Singles
- "Making Time" b/w "Try & Stop Me" (1966)
- "Painter Man" b/w "Biff Bang Pow" (1966)
- "If I Stay Too Long" b/w "Nightmares" (1967)
- "Life Is Just Beginning" b/w "Through My Eyes" (1967)
- "How Does It Feel To Feel" b/w "Tom Tom" (1967)
- "Midway Down" b/w "The Girls Are Naked" (1968)
- "For All That I Am" b/w "Uncle Bert" (Lançamento alemão (1968)
- "Bonney Moroney"  [sic] b/w "Mercy Mercy Mercy" (Lançamento alemão) (1968)

Álbum
- We Are Paintermen (German release) (1967)

### Manfred Mann
Singles
- "Just Like a Woman" b/w "I Wanna Be Rich" (1966)
- "Semi-Detached, Suburban Mr. James" b/w "Morning After The Party" (1966)
- Instrumental Assassination EP (1966)
- "Ha! Ha! Said the Clown" b/w "Feeling So Good" (1967)

Álbum
- As Is (1966)

### Roy Harper
Singles
- "Midspring Dithering" b/w "Zengem" (1967)
- "Life Goes By" b/w "Nobody's Got Any Money In The Summer" (1967)

Álbuns
- Come Out Fighting Ghengis Smith (1967)
- Folkjokeopus (1968)

### The Bachelors
Singles e EPs
- "Charmaine" b/w "Old Bill" (1963)
- The Bachelors EP (1963)
- "Faraway Places" b/w "Is There A Chance" (1963)
- "Whispering" b/w "No Light In The Window" (1963)

Álbum
- Presenting The Bachelors (1963)

### Chad & Jeremy
Singles
- "A Summer Song" b/w "No Tears For Johnnie" (1964)
- "Willow Weep for Me" b/w "If She Was Mine" (1964)

Álbum
- Sing For You (1965)

### Amen Corner
Singles
- "(If Paradise Is) Half as Nice" b/w "Hey Hey Girl" (1969)
- "Hello Susie" b/w "Evil Man's Gonna Win" (1969)

Álbum
- The National Welsh Coast Live Explosion Company (1969)

### Pentangle
Singles
- "Travelin' Song" b/w "Mirage" (1968)
- "Way Behind The Sun" b/w "Let No Man Steal Your Thyme" (lançamento nos EUA) (1968)
- "Once I Had A Sweetheart" b/w "I Saw An Angel" (1968)
- "Light Flight" (theme from Take Three Girls) b/w "Cold Mountain" (1969)

Álbum
- The Pentangle (1968)
- Sweet Child (1968)
- Basket Of Light (1969)

### Produções de singles selecionados
- Sean Buckley & The Breadcrumbs – "It Hurts Me When I Cry" b/w "Everybody Knows" (1965)
- Ben Carruthers & The Deep – "Jack O' Diamonds" b/w "Right Behind You" (1965)
- Tony Christie & The Trackers – "Life's Too Good To Waste" b/w "Just The Two Of Us" (1966)
- Colette & The Bandits – "A Ladies Man" b/w "Lost Love" (1965)
- The Corduroys – "Tick Tock" b/w "Too Much Of A Woman" (1966)
- The Damned – "Stretcher Case Baby" b/w "Sick Of Being Sick" (1977)
- The Dennisons – "Lucy (You Sure Did It This Time)" b/w "Nobody Like My Babe" (1964)
- Blair Emry – "Annabelle" b/w "Driving On The Wrong Side" (1970)
- Faint Heart And Fair Lady Band – "So Long Susie" b/w "Sing A Little Sunshine Song" (US release) (1970)
- The Firing Squad – "A Little Bit More" b/w "Bull Moose" (1964)
- The First Gear – "A Certain Girl" b/w "Leave My Kitten Alone" (1964)
- Follow The Buffalo – "September Song" b/w "Long Gone Stayed At Home" (1971)
- The Fortunes – "Caroline" b/w "If You Don't Want Me Now" (1964)
- Ray Gates – "It's Such A Shame" b/w "Have You Ever Had The Blues" (1966)
- Wayne Gibson & The Dynamic Sounds – "Kelly" b/w "See You Later Alligator" (1964)
- Goldie and the Gingerbreads – "That's Why I Love You" b/w "The Skip" (1965)
- Johnny B Great – "Acapulco 1922" b/w "You'll Never Leave Him" (1964)
- The Hearts – "Young Woman" b/w "Black Eyes" (1964)
- Dave Helling – "Christine" b/w "The Bells" (1965)
- Hidden Charms – "Dreaming Of Another Girl" b/w "Long Way Down" (2015)
- Jon Mark – "Baby I Got A Long Way To Go" b/w "Night Comes Down" (1965)
- Kenny & The Wranglers – "Somebody Help Me" b/w "Who Do You Think I Am" (1965)
- Steven Lancaster – "San Francisco Street" b/w "Miguel Fernando Stan Sebastian Brown" (1967)
- The Lancastrians – "We'll Sing in the Sunshine" b/w "Was She Tall" (1964)
- Perpetual Langley – "Surrender" b/w "Two By Two" (1966)
- Van Lenton – "Gotta Get Away" b/w "You Don't Care" (1965)
- The Liberators – "It Hurts So Much" b/w "You Look So Fine" (1965)
- Houston Wells – "Blue Of The Night" b/w "Coming Home" (1965)
- Lindsay Muir's Untamed – "Daddy Long Legs" b/w "Trust Yourself A Little Bit" (1966)
- Tony Lord – "World's Champion" b/w "It Makes Me Sad" (1965)
- Magic Alley – "Set Yourself Free" b/w "The Answer Lies In Love" (US release) (1970)
- Margo & The Marvettes – "Say You Will" b/w "Cherry Pie" (1964)
- Ralph McTell – "Heroes And Villains" b/w "Sweet Girl On My Mind" (1978)
- The Mickey Finn – "The Sporting Life" b/w "Night Comes Down" (1965)
- Kenny Miller – "Restless" b/w "Take My Tip" (1965)
- The Nashville Teens – "I'm Coming Home" b/w "Searching" (1967)
- Shel Naylor – "One Fine Day" b/w "It's Gonna Happen Soon" (1964)
- Oliver Norman – "Drowning In My Own Despair" b/w "Down In The Basement" (1967)
- The Orchids – "Gonna Make Him Mine" b/w "Stay At Home" (1963)
- Eddie Phillips – "City Woman" b/w "Duckin' & Weavin'" (1977)
- Platinum – "Without You" b/w "If You Saw Johnny Now" (1970)
- Porky – "I'm An Artist" b/w "Flag" (1971)
- The Pros & Cons – "Whirlybird – Part I" b/w "Whirlybird − Part II" (US release) (1965)
- The Rising Sons – "Talk To Me Baby" b/w "Try To Be A Man" (1965)
- The Rockin' Vickers – "Dandy" b/w "I Don't Need Your Kind" (1966)
- Clodagh Rodgers – "Believe Me I'm No Fool" b/w "End Of The Line" (1963)
- The Sallyangie – "Two Ships" b/w "Colours Of The World" (1969)
- Debbie Sharron – "Falling Star" b/w "Cruel Way To Be" (US release) (1962)
- Liz Shelley – "No More Love" b/w "I Can't Find You" (1966)
- Dani Sheridan – "Guess I'm Dumb" b/w "Songs Of Love" (1966)
- Small Faces – "Lookin' For A Love" b/w "Kayoed (By Luv)" (1977)
- The Sneekers – "Bald Headed Woman" b/w "I Just Can't Go To Sleep" (1964)
- The Sundowners – "Where Am I" b/w "Gotta Make Their Future Bright" (1965)
- The Talismen – "Castin' My Spell" b/w "Masters Of War" (1965)
- The Thoughts – "All Night Stand" b/w "Memory Of Your Love" (1966)
- The Untamed – "I'll Go Crazy" b/w "My Baby Is Gone" (1965)
- Wild Silk – "(Vision In A) Plaster Sky" b/w "Toymaker" (1969)
- The Zephyrs – "She's Lost You" b/w "There's Something About You" (1965)

### Produções de álbuns selecionadas
- Axiom – If Only . . . (1971)
- Band Of Joy – Band Of Joy (1978)
- Blues Project – Lazarus (US release) (1971)
- Vicki Brown – From The Inside (1977)
- Coven – Blood On The Snow (US release) (1974)
- Mick Cox Band – Mick Cox Band (US release) (1973)
- Bill Davies With The David Whitaker Orchestra – . . . And a Touch of Love (1966)
- Foresight – Foresight (1974)
- Fumble – Poetry In Lotion (1974)
- Fuzztones – In Heat (1989)
- Lee Hazlewood – Forty (1969)
- Nicky Hopkins – The Revolutionary Piano Of (1967)
- Bert Jansch – Birthday Blues (1969)
- Jon & Alun – Relax Your Mind (1963)
- Jon and the Nightriders – Charge of the Nightriders (Enigma) (1983)
- Kristine – I'm a Song (1976)
- Nancy Boy – Nancy Boy (US release) (1996)
- Tim Rose – Love − A Kind Of Hate Story (1970)
- Rumplestiltskin – Rumplestiltskin (1970)
- Seanor & Koss – Seanor & Koss (US release) (1972)
- Sorrows – Love Too Late (US release) (1981)
- Spreadeagle – The Piece Of Paper (1972)
- String Driven Thing – The Machine That Cried (1973)
- Velvet Glove – Sweet Was My Rose (1974)
- David Whitaker – Music To Spy By (1966)
- Chris White – Mouth Music (1976)

### Trabalho de trilha sonora de filme selecionado
- Be My Guest (1965)
- Scream And Scream Again (1970)
- Tam-Lin (1970)

### Coleções de arquivos selecionadas
- Sensational Alex Harvey Band – Hot City (unreleased 1974 album produced by Talmy) (2009)
- The Best Of Planet Records (2000)
- Making Time: A Shel Talmy Production (2017)
- Planet Mod (2018)
- Planet Beat (2018)
- Shel's Girls (2019)

## Escritos selecionados
- Whadda We Do Now, Butch?, Pan Books Ltd., 1978
- Hunter Killer, Pan Books Ltd., 1981
- The Web, Dell, 1981